# Teorema di Green
In matematica il teorema di Green, il cui nome è dovuto a George Green, pone in relazione un integrale di linea attorno a una curva chiusa semplice e un integrale doppio su di una regione piana limitata dalla medesima curva. Si tratta di un caso speciale, ristretto a due dimensioni, del teorema del rotore, a sua volta caso particolare del teorema di Stokes.

## Enunciato
Sia {\textstyle \partial S} una curva chiusa semplice nel piano positivamente orientata (Diremo che la curva {\displaystyle \partial S} orientata positivamente è un'orientazione positiva per la frontiera se per ogni {\displaystyle x} appartenente alla frontiera, l'angolo tra il vettore tangente e il vettore normale alla curva misurato in senso orario è di {\textstyle \pi /2}) regolare a tratti, e sia {\displaystyle S} la superficie di cui è frontiera. Se {\displaystyle f} e {\displaystyle g} sono due funzioni reali di due variabili reali che hanno le derivate parziali continue su una regione aperta che contiene {\displaystyle S}, allora:
{\displaystyle \int _{\partial S}(f\mathop {\mathrm {d} x} +g\mathop {\mathrm {d} y} )=\iint _{S}\left({\frac {\partial g}{\partial x}}-{\frac {\partial f}{\partial y}}\right)\mathop {\mathrm {d} x} \mathop {\mathrm {d} y} }
Poiché il punto iniziale ed il punto finale della curva coincidono, essendo essa chiusa, talvolta si preferisce utilizzare la notazione:
{\displaystyle \oint _{\partial S}(f\mathop {\mathrm {d} x} +g\mathop {\mathrm {d} y} )}

## Interpretazione
Se si considera un campo vettoriale {\textstyle \mathbf {F} } su {\textstyle \mathbb {R} ^{2}} definito da:
{\displaystyle \mathbf {F} (x,y):=(f(x,y),g(x,y))}
la quantità:
{\displaystyle \oint _{\partial S}(f\mathop {\mathrm {d} x} +g\mathop {\mathrm {d} y} )}
rappresenta l'integrale di {\displaystyle \mathbf {F} \cdot \mathbf {n} }, dove {\displaystyle \mathbf {n} } è la normale esterna alla curva {\displaystyle \partial S} in ogni punto. Dunque tale integrale rappresenta la circuitazione del campo {\displaystyle \mathbf {F} } lungo la curva {\displaystyle \partial S}.
D'altra parte l'espressione:
{\displaystyle {\frac {\partial g}{\partial x}}-{\frac {\partial f}{\partial y}}}
è il modulo del rotore di {\displaystyle \mathbf {F} }. Infatti, nel caso di un campo planare e di un insieme {\displaystyle S} del piano, il rotore è un vettore parallelo alla normale alla superficie {\displaystyle S}, e dunque:
{\displaystyle \nabla \times \mathbf {F} \cdot \mathbf {\hat {n}} ={\frac {\partial g}{\partial x}}-{\frac {\partial f}{\partial y}}}
Quindi l'uguaglianza stabilita dal teorema stabilisce che la circuitazione di un campo vettoriale attraverso una curva è uguale al flusso del rotore del campo attraverso la superficie delimitata da tale curva. Questo è ciò che afferma il teorema del rotore, che è una generalizzazione del teorema di Green al caso di {\displaystyle \mathbb {R} ^{3}}.

## Dimostrazione per superficie semplice
Il teorema di Green si dimostra se si provano le due equazioni seguenti:
{\displaystyle \int _{\partial S}f\mathop {} \!\mathrm {d} x=-\iint _{S}{\frac {\partial f}{\partial y}}\mathop {} \!\mathrm {d} s\qquad \int _{\partial S}g\mathop {} \!\mathrm {d} y=\iint _{S}{\frac {\partial g}{\partial x}}\mathop {} \!\mathrm {d} s}
Se si esprime {\displaystyle S} come la regione:
{\displaystyle S:=\{(x,y)|a\leq x\leq b,g_{1}(x)\leq y\leq g_{2}(x)\}}
dove {\displaystyle g_{1}} e {\displaystyle g_{2}} sono funzioni continue, si può calcolare l'integrale doppio della prima relazione:
{\displaystyle {\begin{aligned}\iint _{S}\left({\frac {\partial f}{\partial y}}\right)\mathop {} \!\mathrm {d} s&=\int _{a}^{b}\!\!\int _{g_{1}(x)}^{g_{2}(x)}\left({\frac {\partial f}{\partial y}}(x,y)\mathop {\mathrm {d} y} \mathop {\mathrm {d} x} \right)\\&=\int _{a}^{b}f(x,g_{2}(x))-f(x,g_{1}(x))\mathop {\mathrm {d} x} \end{aligned}}}
Avendo utilizzato il teorema fondamentale del calcolo integrale.
Spezzando il bordo {\displaystyle \partial S} di {\displaystyle S} nell'unione delle quattro curve {\displaystyle \partial S_{1}}, {\displaystyle \partial S_{2}}, {\displaystyle \partial S_{3}} e {\displaystyle \partial S_{4}}, si verifica che:
- Per {\displaystyle \partial S_{1}} valgono le equazioni parametriche {\displaystyle x=x}, {\displaystyle y=g_{1}(x)}, {\displaystyle a\leq x\leq b}, e quindi si ottiene:

{\displaystyle \int _{\partial S_{1}}f(x,y)\mathop {\mathrm {d} x} =\int _{a}^{b}f(x,g_{1}(x))\mathop {\mathrm {d} x} } .
- Per {\displaystyle \partial S_{3}} si usano le equazioni parametriche {\displaystyle x=x}, {\displaystyle y=g_{2}(x)}, {\displaystyle a\leq x\leq b}, e si ottiene:

{\displaystyle {\begin{aligned}\int _{\partial S_{3}}f(x,y)\mathop {\mathrm {d} x} &=-\int _{-\partial S_{3}}f(x,y)\mathop {\mathrm {d} x} \\&=-\int _{a}^{b}f(x,g_{2}(x))\mathop {\mathrm {d} x} \end{aligned}}}
- Per {\displaystyle \partial S_{2}} e {\displaystyle \partial S_{4}} la variabile {\displaystyle x} è costante poiché ci si muove su un trattino rettilineo perpendicolare all'asse delle ascisse, il che implica:

{\displaystyle \int _{\partial S_{4}}f(x,y)\mathop {\mathrm {d} x} =\int _{\partial S_{2}}f(x,y)\mathop {\mathrm {d} x} =0}
e quindi:
{\displaystyle {\begin{aligned}\int _{\partial S}f\mathop {\mathrm {d} x} &=\int _{\partial S_{1}}f(x,y)\mathop {\mathrm {d} x} +\int _{\partial S_{2}}f(x,y)\mathop {\mathrm {d} x} +\int _{\partial S_{3}}f(x,y)\mathop {\mathrm {d} x} +\int _{\partial S_{4}}f(x,y)\mathop {\mathrm {d} x} \\&=-\int _{a}^{b}f(x,g_{2}(x))\mathop {\mathrm {d} x} +\int _{a}^{b}f(x,g_{1}(x))\mathop {\mathrm {d} x} \end{aligned}}}
Sommando questa con l'integrale doppio della prima relazione definito in precedenza si ottiene:
{\displaystyle \int _{\partial S}f(x,y)\mathop {\mathrm {d} x} =-\iint _{S}{\frac {\partial f}{\partial y}}\mathop {\mathrm {d} s} }
e la seconda relazione si dimostra in modo analogo.

## Relazione con il teorema di Stokes
Il teorema di Green è un caso speciale del teorema di Stokes che si verifica considerando una regione nel piano x-y. Si ponga di avere un campo vettoriale {\displaystyle \mathbf {F} } in tre dimensioni la cui componente z sia sempre nulla, ovvero {\displaystyle \mathbf {F} =(L,M,0)}. Per il membro alla sinistra del teorema di Green si ha:
{\displaystyle {\begin{aligned}\oint _{C}(L\mathop {\mathrm {d} x} +M\mathop {\mathrm {d} y} )&=\oint _{C}(L,M,0)\cdot (\mathop {\mathrm {d} x} ,\mathop {\mathrm {d} y} ,\mathop {\mathrm {d} z} )\\&=\oint _{C}\mathbf {F} \cdot d\mathbf {r} \end{aligned}}}
e per il teorema del rotore (o di Kelvin–Stokes):
{\displaystyle \oint _{C}\mathbf {F} \cdot \mathop {\mathrm {d} \mathbf {r} } =\iint _{S}\nabla \times \mathbf {F} \cdot \mathbf {\hat {n}} \mathop {\mathrm {d} S} }
dove la superficie {\displaystyle S} è la regione nel piano e {\displaystyle \mathbf {\hat {n}} } è il versore normale in direzione z. L'integrando diventa:
{\displaystyle {\begin{aligned}\nabla \times \mathbf {F} \cdot \mathbf {\hat {n}} &=\left[\left({\frac {\partial 0}{\partial y}}-{\frac {\partial M}{\partial z}}\right)\mathbf {i} +\left({\frac {\partial L}{\partial z}}-{\frac {\partial 0}{\partial x}}\right)\mathbf {j} +\left({\frac {\partial M}{\partial x}}-{\frac {\partial L}{\partial y}}\right)\mathbf {k} \right]\cdot \mathbf {k} \\&=\left({\frac {\partial M}{\partial x}}-{\frac {\partial L}{\partial y}}\right)\end{aligned}}}
sicché si ottiene il membro di destra del teorema di Green:
{\displaystyle \iint _{S}\nabla \times \mathbf {F} \cdot \mathbf {\hat {n}} \mathop {\mathrm {d} S} =\iint _{D}\left({\frac {\partial M}{\partial x}}-{\frac {\partial L}{\partial y}}\right)\mathop {\mathrm {d} A} }

## Relazione con il teorema della divergenza
Considerando campi vettoriali in due dimensioni il teorema di Green è equivalente alla seguente versione bidimensionale del teorema della divergenza:
{\displaystyle \iint _{D}\left(\nabla \cdot \mathbf {F} \right)\mathop {\mathrm {d} A} =\oint _{C}\mathbf {F} \cdot \mathbf {\hat {n}} \mathop {\mathrm {d} s} }
dove {\displaystyle \mathbf {\hat {n}} } è il versore normale uscente alla frontiera {\displaystyle C} di {\displaystyle D}. Infatti, dal momento che nel teorema di Green {\displaystyle \mathrm {d} \mathbf {r} =(\mathrm {d} x,\mathrm {d} y)} è un vettore tangente alla curva, e dato che la curva {\displaystyle C} è orientata in senso antiorario, il vettore normale {\displaystyle \mathbf {\hat {n}} } è il vettore {\displaystyle (\mathrm {d} y,-\mathrm {d} x)}. La sua lunghezza è {\displaystyle {\sqrt {\mathrm {d} x^{2}+\mathrm {d} y^{2}}}=\mathrm {d} s}, e quindi {\displaystyle \mathbf {\hat {n}} \mathop {} \!\mathrm {d} s=(\mathrm {d} y,-\mathrm {d} x)}. Detto {\displaystyle \mathbf {F} =(P,Q)}, il membro alla destra diventa:
{\displaystyle \oint _{C}\mathbf {F} \cdot \mathbf {\hat {n}} \mathop {\mathrm {d} s} =\oint _{C}P\mathop {\mathrm {d} y} -Q\mathop {\mathrm {d} x} }
che con il teorema di Green assume la forma:
{\displaystyle {\begin{aligned}\oint _{C}-Q\mathop {\mathrm {d} x} +P\mathop {\mathrm {d} y} &=\iint _{D}\left({\frac {\partial P}{\partial x}}+{\frac {\partial Q}{\partial y}}\right)\mathop {\mathrm {d} A} \\&=\iint _{D}\left(\nabla \cdot \mathbf {F} \right)\mathop {\mathrm {d} A} \end{aligned}}}
L'implicazione inversa si mostra in modo analogo.